# Symfonie nr. 2 (Alexandersson)
Helmer Alexandersson componeerde zijn Symfonie nr. 2 in g-mineur rond 1914. Helmer Alexandersson is een relatief onbekende Zweedse componist.
Een symfonie nr. 1 (in D majeur) van Alexandersson is eigenlijk niet bekend. Het manuscript van die symfonie ligt ergens opgeslagen, met de handgeschreven opmerking van de componist daarop, dat de symfonie noch uitgevoerd noch uitgegeven mag worden. Waarschijnlijk betreft het een jeugdzonde van de componist.
Zijn tweede symfonie is ook onbekend gebleven. Er is geen vermaard orkest dat een uitvoering van het werk heeft gegeven. In 1914 leverde Alexandersson een driedelige symfonie af. Men was zo enthousiast dat de staat hem een beurs gaf om verder te gaan. In 1919 voltooide de componist het werk door een nieuw deel toe te voegen, het huidige deel 3. Het werk kreeg een première op 18 april 1919 en werd de avond daarna nogmaals uitgevoerd. Daarna lag het vier jaar op de planken, voordat Georg Schnéevoigt het uitvoerde met de Konsertförening, het latere Koninklijk Filharmonisch Orkest van Stockholm op 24 januari en 4 maart 1923. De laatste uitvoeringen vielen in de smaak bij publiek, recensenten en collega-componisten, zoals bijvoorbeerld Kurt Atterberg. Zelfs notoire mopperaar Wilhelm Peterson-Berger was enthousiast (Dagens Nyheter, 27 januari 1927). Na de twee uitvoeringen moest de componist op het podium verschijnen.
In 1925 is het derde, dus later toegevoegde deel, apart uitgevoerd als onderdeel voor schoolconcerten. Pas op 4 december 1947 was er een nieuwe uitvoering van het complete werk, ditmaal alleen voor de radio. Daarna verdween het uit het zicht om pas weer eind 2006 uitgevoerd te worden.

## Muziek
De symfonie is opgebouwd volgens de standaard vierdelige opzet:
1. Adagio – Allegro moderato
2. Andante cantabile
3. Intermezzo. Allegretto
4. Finale. Allegro

De behoort tot de romantische stroming. De muziek is opvallend licht van kleur en karakter. De trompetten in het eerste deel geven de symfonie glans. Het wordt afgerond door twee crescendos in de pauken. Het derde deel bestaat uit een themaopbouw A-B-A. Het is een scherzo dat deels (A) pizzicato wordt gespeeld op de strijkinstrumenten. Deel vier is de apotheose. Sommigen vergelijken de stijl met die van Tsjaikovski.

## Discografie en bron
Er is slechts één uitvoering bekend: een uitgave van Sterling, uitvoering door het Uppsala Kamerorkest o.l.v. Paul Mägi; het is een live-opname gegeven in Uppsala, die te lijden heeft van omgevingsgeluid zoals het blad omslaan door de musici; uitvoeringen waren op 11 en 12 januari 2006.